# Lestiac-sur-Garonne
Lestiac-sur-Garonne település Franciaországban, Gironde megyében. Lakosainak száma 590 fő (2022. január 1.). Lestiac-sur-Garonne Langoiran, Paillet, Portets és Arbanats községekkel határos.

## Népesség
A település népességének változása:
| Lakosok száma | 553  | 577  | 594  | 609  | 574  | 578  | 580  | 571  | 578  | 590  |
|               | 1968 | 1982 | 1990 | 2006 | 2013 | 2015 | 2017 | 2019 | 2020 | 2022 |